# Back to the Climate

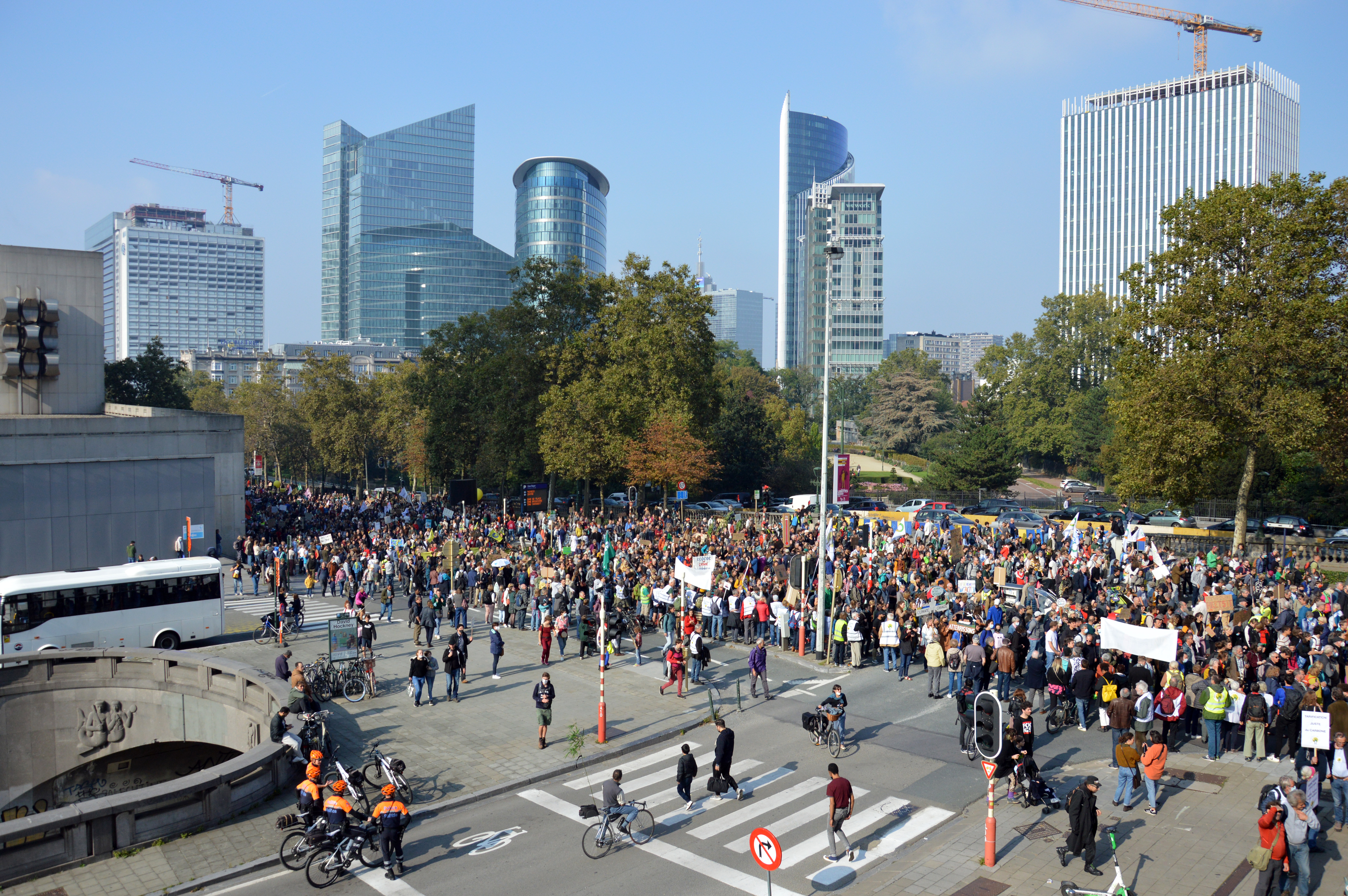
De klimaatmars ter hoogte van de Financietoren en Kruidtuin

Back to the Climate of #BackToTheClimate was een betoging op zondag 10 oktober 2021 in de Belgische hoofdstad Brussel. Ze werd georganiseerd door de Klimaatcoalitie, een nationale vzw die een 80-tal milieu- en andere organisaties bijeenbrengt. De demonstranten vroegen aandacht voor de klimaatopwarming aan de vooravond van de klimaatconferentie van Glasgow (COP26). Ze baanden zich een weg van Station Brussel-Noord naar het Jubelpark. Volgens politie waren er 25.000 deelnemers, volgens de organisatoren 50.000 à 70.000. De actie werd gesteund door de linkse politieke partijen PVDA, PS, Vooruit, Groen en Ecolo. Na de actie kondigde Anuna De Wever opnieuw schoolstakingen aan.